# 中国生物多样性保护与绿色发展基金会

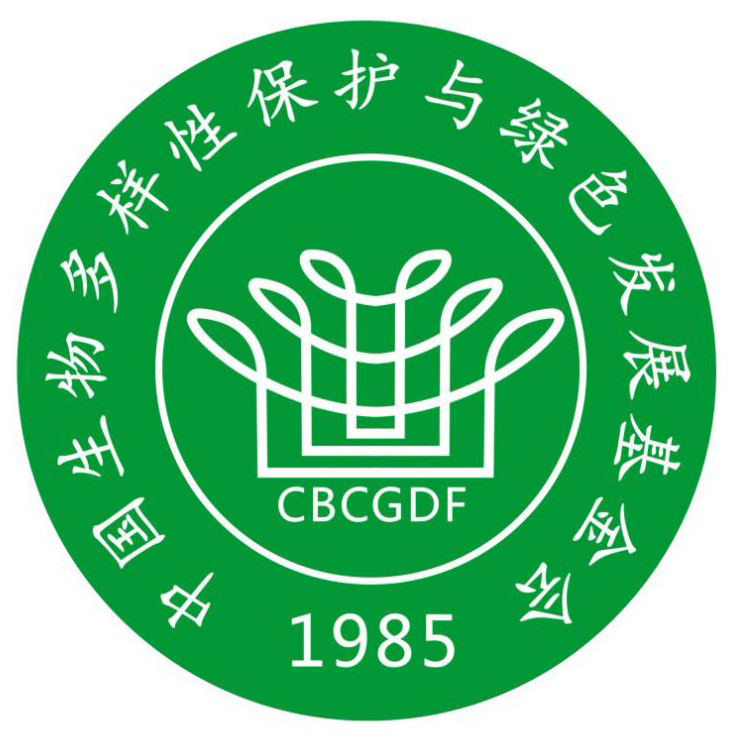
中国生物多样性保护与绿色发展基金会logo

中国生物多样性保护与绿色发展基金会，是中华人民共和国全国性公募基金会，是中国科学技术协会主管的社会团体，简称绿发会，1985年成立。胡德平曾任理事长，现为党委书记。
2021年6月8日，绿发会宣布，中华穿山甲已处于功能性灭绝状态。中华人民共和国濒危物种科学委员会专家曾岩等在微博等网络平台表示质疑这一结论。16日，绿发会在官方微博发布声明，强烈谴责曾岩言行，要求曾岩道歉。
2023年4月26日，绿发会被中华人民共和国民政部以项目捐赠协议未约定而计提管理费为由，作出警告行政处罚。2023年7月28日，绿发会不服民政部的行政处罚及行政复议决定，向北京市第三中级人民法院提起行政诉讼。